# Thesium lacinulatum
Thesium lacinulatum là một loài thực vật có hoa trong họ Santalaceae. Loài này được A.W. Hill miêu tả khoa học đầu tiên năm 1915.